# Manabu Orido
Manabu "Max" Orido (織戸 学), né le 3 décembre 1968, est un pilote automobile japonais participant actuellement au Super GT sur une Lamborghini, ayant notamment remporté la catégorie GT300 en 2009. Il a aussi concouru dans des compétitions de drift (D1 Grand Prix) et dans 3 épreuves du World Touring Car Championship en 2008 avec Chevrolet. Il collabore également à l'émission japonaise automobile Best Motoring.